# Into the Blue 2: The Reef
 Into the Blue 2 és una pel·lícula estatunidenca dirigida per Stephen Derek, treta directament en vídeo el 2009. És la continuació d’Into the Blue (2005).

## Argument
Sebastian i Dani, joves casats, són contractats com a submarinistes professionals al si d'una expedició. El seu objectiu: trobar el tresor amagat de Cristòfor Colom. Descobriran ben de pressa que els seus empresaris tenen en realitat altres idees al cap...
La pel·lícula comença a Honolulu, Hawaii. Un noi és contractat per transportar recipients, però en deixar-los escapar-se al mar, és mort.
Sebastian (Chris Carmack) i la seva amiga Dani (Laura Vandervoort) són submarinistes. Per ell, hi ha nombrosos tresors a l'oceà i és investigant des de fa molt de temps el vaixell espanyol San Cristobal.
Sebastian pensa que si troba aquest tresor, li donarà l'oportunitat de portar una vida millor amb Dani.

## Repartiment
- Laura Vandervoort: Dani
- Audrina Patridge: Kelsey
- Chris Carmack: Sebastian
- Mircea Monroe: Kimi
- Mark Kubr: Milos
- Rand Holdren: Avery
- Michael Graziadei: Mace
- Marsha Thomason: Azra